# Barbara Klajmon
Barbara Klajmon (ur. 1967) – historyk sztuki, muzealnik, wojewódzki konserwator zabytków w Katowicach w latach 2007–2012.

## Życiorys
Ukończyła historię sztuki na Uniwersytecie Jagiellońskim w Krakowie oraz podyplomowe studia konserwacji zabytków urbanistyki i architektury na Politechnice Warszawskiej. Była pracownikiem biura miejskiego konserwatora zabytków w Katowicach, następnie pełniła funkcję miejskiego konserwatora zabytków w Bytomiu (1997–2007). Od 2006 członek Oddziału Górnośląskiego Stowarzyszenia Konserwatorów Zabytków. Wieloletnia wiceprezes Oddziału Górnośląskiego Stowarzyszenia Historyków Sztuki. W 2007 została powołana na stanowisko Śląskiego Wojewódzkiego Konserwatora Zabytków.
W okresie pełnienia przez nią funkcji konserwatora wojewódzkiego od 2009 wydawane są „Wiadomości Konserwatorskie Województwa Śląskiego”.
W 2012 zawieszona, a następnie odwołana z funkcji Śląskiego Wojewódzkiego Konserwatora Zabytków.  Od 2013 pracowała jako kierownik Działu Zabytków i Obiektów Ruchomych w Muzeum „Górnośląski Park Etnograficzny” w Chorzowie. W latach 2017–2021 pracownik Muzeum Górnictwa Węglowego w Zabrzu. Od 2021 ponownie pracownik Muzeum „Górnośląski Park Etnograficzny” w Chorzowie.
Od 2021 jest członkiem rady muzealnej Muzeum Śląskiego w Katowicach. Członek Wojewódzkiej Rady Ochrony Zabytków przy Śląskim Wojewódzkim Konserwatorze Zabytków.
Zawodowo zajmuje się architekturą i sztuką XIX i XX wieku, budownictwem drewnianym oraz ochroną i konserwacją zabytków. Autorka publikacji z zakresu historii i ochrony architektury Górnego Śląska.
W 2022 odznaczona odznaką honorową „Zasłużony dla Kultury Polskiej”, a w 2025 odznaką „Za opiekę nad zabytkami”.

## Wybrane publikacje
- Katowicka kamienica czynszowa w latach 1840–1914 (w:) Sztuka Górnego Śląska na przecięciu dróg europejskich i regionalnych: materiały V Seminarium Sztuki Górnośląskiej odbytego w dniach 14–15 listopada 1997 roku w Katowicach, Katowice 1997
- Katowicka kamienica mieszczańska 1840–1918: Śródmieście, Katowice 1997
- Witraże katowickich i bytomskich kamienic i budynków użyteczności publicznej w latach 1890–1939 (w:) Witraże na Śląsku: materiały sesji Górnośląskiego Oddziału Stowarzyszenia Historyków Sztuki, Katowice 2002
- Działalność architektoniczna Carla Bruggera na tle bytomskiej secesji (w:) Oblicza secesji w Katowicach i na obszarze województwa Śląskiego. Materiały z sesji Stowarzyszenia Historyków Sztuki, Oddziału Górnośląskiego w Katowicach 24 listopada 2005 roku, Katowice 2006
- Zamki i pałace w województwie śląskim. Stan zasobu i problemy konserwatorskie (w:) „Wiadomości Konserwatorskie Województwa Śląskiego” 2010, t. 2
- Konserwacja malowanej szafy ludowej ze zbiorów Muzeum „Górnośląski Park Etnograficzny w Chorzowie” (w:) Rocznik Muzeum „Górnośląski Park Etnograficzny w Chorzowie” 2014, t. 2
- Zagroda robotników leśnych z Bruśka, Chorzów 2013
- Folusz z Brennej, Chorzów 2016
- Katowicka moderna i jej ochrona (w:) Podróż ku nowoczesności: architektura XX wieku w województwie śląskim, Katowice 2016
- Adaptacja zabytków pogórniczych na cele turystyczne i muzealne w Muzeum Górnictwa Węglowego w Zabrzu (w:) „Wiadomości Konserwatorskie Województwa Śląskiego” 2020, t. 12
- Sztolnia Królowa Luiza w Zabrzu: podziemna podróż w czasie, Zabrze 2020 (współautorstwo z Adamem Frużyńskim i Magdaleną Szczypkowską)